# Maison, 51 rue Maubec
La maison, 51 rue Maubec est une maison d'habitation urbaine située à Langon, en France.

## Localisation
La maison est située dans le département français de la Gironde, sur la commune de Langon, dans la rue Maubec au centre-ville. Cette rue est aujourd'hui une rue piétonne et ladite maison abrite en rez-de-chaussée un commerce dont la façade est moderne. 

## Historique
L'immeuble à deux étages, construit vers la fin du XVIe siècle ou le début du XVIIe présente, sur sa façade est donnant sur la rue, un riche décor au niveau des baies ; il est inscrit au titre des monuments historiques par arrêté du 16 octobre 2000 pour cette façade et ses toitures.
Au début du XVIe siècle elle était l'une des plus célèbres maisons closes de Langon.